# Darren Ambrose
Darren Paul Ambrose (Harlow, 29 febbraio 1984) è un ex calciatore inglese, di ruolo centrocampista.

## Carriera

### Club
Ha giocato nella prima e nella seconda divisione inglese oltre che per un breve periodo anche nella prima divisione greca. In carriera ha anche totalizzato complessivamente 19 presenze e 2 gol in Coppa UEFA.

### Nazionale
Ha giocato nella nazionale inglese Under-20 ed in quella Under-21.